# Ctenochira angulata
Ctenochira angulata là một loài tò vò trong họ Ichneumonidae.